# 霍盧亞洛亞 (夏威夷州)
霍盧亞諾亞（英語：Holualoa）是位於美國夏威夷州夏威夷縣的一個人口普查指定地區。

## 地理
霍盧亞諾亞的座標為19°36′53″N 155°58′03″W / 19.61472°N 155.96750°W，而該地最高點為海拔高度98米（即322英尺）。

## 人口
根據2010年美國人口普查的數據，霍盧亞諾亞的面積為37.20平方千米，當中陸地面積為34.20平方千米，而水域面積為3.00平方千米。當地共有人口8538人，而人口密度為每平方千米229人。